# Copa de Elite
Copa de Elite é um filme de comédia satírica brasileiro lançado em 18 de abril de 2014, sob direção de Vitor Brandt. Protagonizado por Marcos Veras e Júlia Rabello, foi produzido pela GLAZ e distribuído pela FOX Filmes.
O longa é uma sátira de filmes de sucesso brasileiros como 2 Filhos de Francisco (2005), Se Eu Fosse Você (2006), Tropa de Elite (2007), Chico Xavier (2010), Bruna Surfistinha (2011), O Homem do Futuro (2011) e Minha Mãe É uma Peça (2013), com foco principal na Copa do Mundo de 2014, evento no qual o Brasil foi sede.

## Sinopse
A história do filme se passa em 2014, onde Jorge Capitão (Marcos Veras) é um policial integrante do Batalhão de Operações Policiais Especiais (BOPE). Numa operação, ele não cumpre as ordens de seu superior e invade uma favela do Rio de Janeiro, salvando o camisa 10 da Seleção Argentina. Sendo odiado por toda a nação, ele é então mandado embora do cargo. Neste tempo fora da profissão, Jorge descobre que, com a vinda do papa (que abrirá a final da Copa do Mundo de 2014), alguém planeja o assassinar.

## Elenco
- Marcos Veras como Jorge Capitão
- Júlia Rabello como Bia Alpinistinha
- Rafinha Bastos como René Rodrigues
- Bento Ribeiro como Chico Xavier
- Daniel Furlan como Zero Dois
- Milton Filho como Zero Meia
- Rafael Studart como Zero Pi
- Victor Leal como Chefe de Jorge
- Anitta como Helena Boccato
- Thammy Miranda como Miranda
- Antônio Pedro como Manuel
- Alexandre Porpetone como Dilma Rousseff
- Alexandre Frota como mãe de Jorge
- Beto Hora como locutor
- Fábio de Luca como o solitário
- Gil Brother como mendigo
- Bruno de Luca como ele mesmo
- Molejo como ele mesmo